# Sesta Godano
Sesta Godano (im Ligurischen: Sèsta) ist eine italienische Gemeinde mit 1263 Einwohnern (Stand 31. Dezember 2023) in der Region Ligurien. Politisch gehört sie zu der Provinz La Spezia.

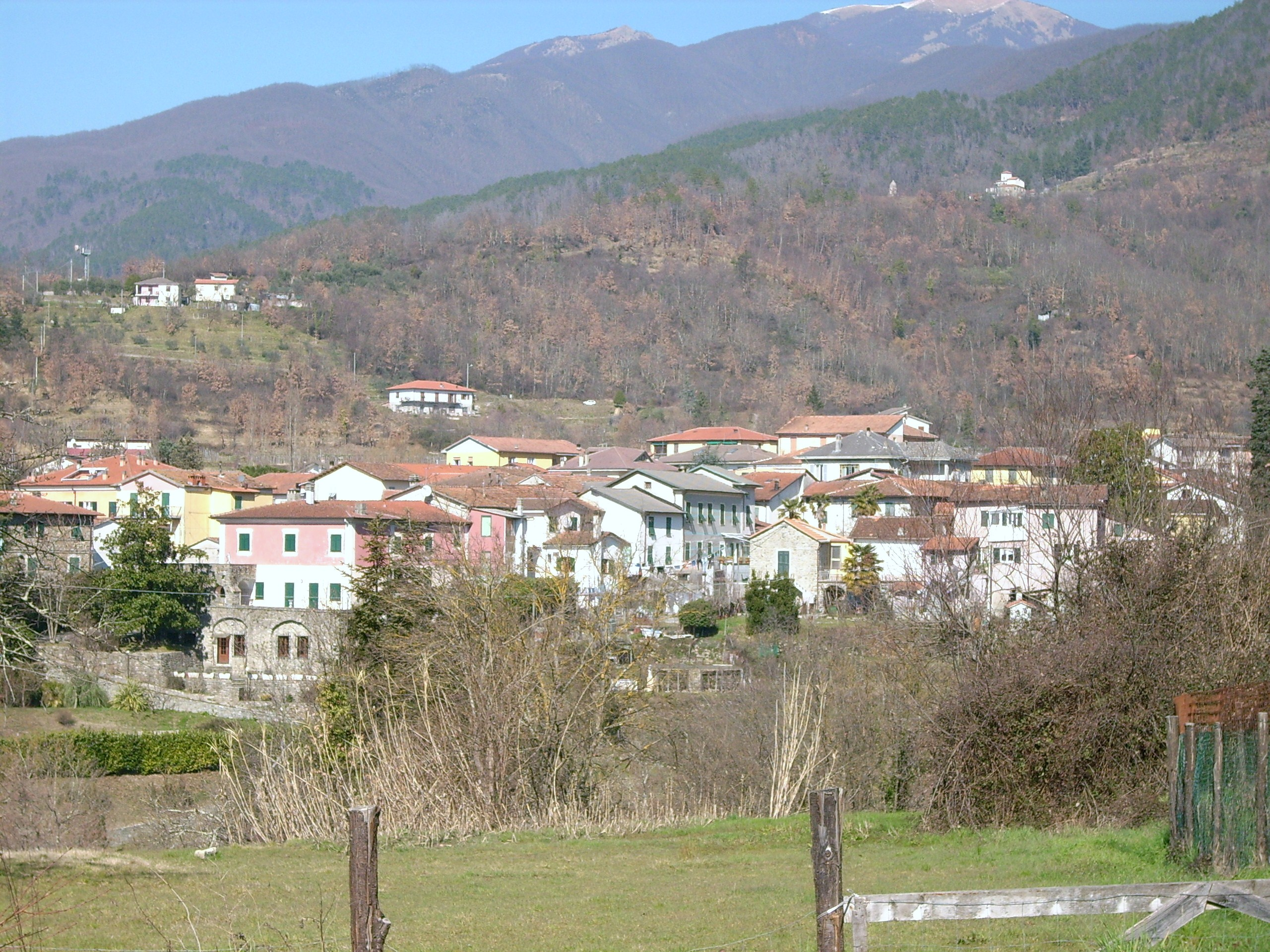
Sesta Godano

## Geographie
Sesta Godano liegt an der nordöstlichen Grenze der Provinz, auf der rechten Uferseite des Flusses Vara. Das Gemeindeland ist größtenteils gebirgig beziehungsweise vorgebirgig und von kleineren Tälern durchzogen. Letztere münden alle in das Haupttal, das Val di Vara.
Die Gemeinde gehört zur Comunità Montana dell’Alta Val di Vara und bildet mit seinem Territorium einen Teil des Naturparks Montemarcello-Magra.